# Kościół św. Jakuba Apostoła w Ostrowitem koło Chojnic
Kościół pod wezwaniem św. Jakuba Apostoła w Ostrowitem – rzymskokatolicki kościół parafialny znajdujący się w Ostrowitem, w gminie Chojnice, w powiecie chojnickim, w województwie pomorskim. Jest siedzibą parafii św. Jakuba Apostoła znajdującej się w dekanacie Rytel w diecezji pelplińskiej.
Kościół został zbudowany w stylu gotyckim w 1402 przez zakon krzyżacki, który był w tamtym czasie właścicielem wsi czynszowej Ostrowite. Konsekrowany został w 1435. Ostrowite miało wówczas status parafii w dekanacie tucholskim i należało do archidiecezji gnieźnieńskiej.

## Bryła budynku
Bryła kościoła orientowana jest na osi wschód-zachód. Składa się na nią jednonawowy korpus z wydzielonym prezbiterium i wieżą. Materiałem konstrukcyjnym ścian kościoła są cegła i kamień polny, z przewagą tej pierwszej, oraz drewno użyte do budowy ostatniej kondygnacji wieży. Mur ma grubość przekraczającą 1 metr, jest nietynkowany, z wyjątkiem białego szerokiego fryzu biegnącego wokół muru bezpośrednio poniżej krawędzi dachu. Od wschodu, wokół przylegającej do prezbiterium absydy, znajduje się szereg skarp przyporowych. Ostrołukowe okna są obramowane uskokami tynkowymi. Trzy z nich w absydzie są zablendowane (zamurowane), pozostałe 6 wypełniają współczesne witraże. W niszy ceglanego muru nad boczną kruchtą od strony południowej znajduje się figura Chrystusa Miłosiernego.
Najstarszym elementem bryły jest prezbiterium, czyli chór mniejszy, przekryte ceglanym sklepieniem krzyżowo-żebrowym. Jeszcze w XV wieku do prezbiterium dobudowano skierowaną na wschód absydę o kształcie trójbocznym. Od strony zachodniej do prezbiterium przylega nawa główna. Zewnętrznie bryła nawy głównej odcina się wizualnie od prezbiterium – jest szersza i wyższa, a sponad dachu prezbiterium widać szczyt dachu nawy. Nawa posiada rzut dwuprzęsłowy. Nakryta jest płaskim stropem drewnianym, maskowanym od wewnątrz polichromowanym deskowaniem. Na zachodnim krańcu budowli znajduje się wieża na planie kwadratu o boku 7,5 m. Najniższą kondygnację wieży wykonano z kamienia; zawiera ona ostrołukową arkadę z głównym wejściem do świątyni. Kolejne dwie kondygnacje wieży są ceglane, rozdzielone wizualnie niewielkim uskokiem. Ich ściany ozdobione są blendami ostrołukowymi i kolistymi. 
Ostatnia kondygnacja, pełniąca rolę dzwonnicy, ma konstrukcję drewnianą słupowo-ramową, od zewnątrz oszalowaną deskami. Została ona nadbudowana w 1683 nad ceglaną częścią wieży po pożarze, który strawił kościół w 1653.

## Wyposażenie kościoła

### Wieża
W kondygnacji drewnianej w wieży odkryto zdekompletowany drewniany mechanizm zegara wieżowego. 
W tejże części wiszą dzwony kościelne. Najstarszy z nich jest barokowy i pochodzi z 1654. Został on wyłączony z użytkowania pod koniec XX wieku na skutek użycia źle dobranego serca, które spowodowało pęknięcie dolnej krawędzi i wieńca czaszy. Sprawny jest mniejszy dzwon z 1876.

### Wnętrze
W kościele znajdują się trzy zabytkowe ołtarze. Główny ołtarz jest rokokowy, zbudowany został z drewna w 1766 w formie architektonicznej. Jest polichromowany z bogato zdobionymi elementami snycerskimi. W centrum znajduje się znacznie starszy od ołtarza obraz olejny na płótnie rozpiętym na desce, przedstawiający Matkę Bożą Śnieżną z Dzieciątkiem. Obraz ten stanowi replikę takiegoż obrazu znajdującego się w Rzymie. Obraz flankują po dwie kolumny z każdej strony, przedzielone figurami świętych: św. Józefa z Dzieciątkiem na ręku oraz św. Rocha (z prawej) oraz św. Piotra i św. Pawła (z lewej). W górnej partii nastawy znajduje się obraz Matki Bożej Różańcowej. Ołtarz uzupełniają współczesne tabernakulum oraz stojące osobno pulpit i ołtarz soborowy. 
Boczne ołtarze także są rokokowe. Po prawej jest to ołtarz św. Krzyża z 1753, ufundowany przez Elżbietę, żonę Pawła Sztoltmanna, ówczesnego sołtysa Ciechocina. Po lewej znajduje się bliźniaczy ołtarz św. Jakuba Apostoła. Drewniana rokokowa ambona jest datowana na rok 1766, wieńczy ją figura Michała Archanioła stojącego na baldachimie, a na zaplecku ma obraz przedstawiający św. Andrzeja. Oprócz tego w kościele znajdują się liczne inne zabytkowe elementy wyposażenia: barokowy konfesjonał z obrazem, dwie rokokowe ramy feretronów oraz elementy późniejsze. Spośród paramentów liturgicznych szczególnie cenne są barokowy kielich z XVII w. i współczesna mu monstrancja o kształcie wieżyczkowym, z bogatym zdobieniem. 
Przy kościele znajduje się cmentarz zabytkowy otoczony murem, z najstarszym zachowanym nagrobkiem z 1862.

## Wydarzenia w historii kościoła
- W 1402 kościół został wybudowany[3][5].
- W 1414 wieś poważnie ucierpiała wskutek rabunku przez oddziały wojskowe. Dokumenty wyliczyły szkody w sprzętach kościelnych na 57 grzywien[2].
- W 1435 kościół został konsekrowany[3].
- W 1653, w trakcie wizytacji kościelnej, wybuchł w kościele pożar, który strawił większość jego wyposażenia[4][3]. Pełna odbudowa świątyni wraz z ołtarzami zajęła około 100 lat[4].
- W 1683 przeprowadzono remont kościoła, w tym odbudowano górną część wieży w konstrukcji drewnianej, krytej gontem[4][5].
- W 1695 nastąpiła ponowna konsekracja po odbudowie[10]. Wizytacja w tymże roku odnotowała murowany kościół z trzema ołtarzami[3].
- W 1857 ponownie przeprowadzono remont[5].
- W 1933 wykonano renowację wnętrza[5].
- 17 lipca 1936 roku kościół został wpisany do rejestru zabytków województwa pomorskiego[1].
- W 2006 przeprowadzono remont wieży, ze szczególnym uwzględnieniem części drewnianej[5].